# Alyz Henrich
Alyz Sabimar Henrich Ocando (sinh ngày 19 tháng 10 năm 1990) là một người mẫu, nhà môi trường học, người ủng hộ nhân đạo và nữ hoàng sắc đẹp người Venezuela. Cô đại diện cho bang Falcón tại cuộc thi Hoa hậu Venezuela 2012, cuộc thi mà cô đăng quang danh hiệu Hoa hậu Trái Đất Venezuela. Vào ngày 7 tháng 12, Henrich được trao vương miện Hoa hậu Trái Đất 2013 tại Philippines. Cô là người chiến thắng Hoa hậu Trái Đất thứ hai đến từ Venezuela, sau Alexandra Braun Waldeck vào năm 2005 và người chiến thắng Hoa hậu Trái Đất đầu tiên kể từ khi Osmel Sousa sở hữu bản quyền cử thí sinh tham dự Hoa hậu Trái Đất thay cho Tổ chức Sambil Model Venezuela. Alyz từng là chủ tịch của Tổ chức Hoa hậu Trái Đất Venezuela.
Bằng cách chiến thắng vương miện Hoa hậu Trái Đất, Venezuela đã trở thành quốc gia chiến thắng Tứ đại Hoa hậu nhiều lần.

## Thiếu thời
Alyz Henrich sinh tại Punto Fijo, một thành phố Caribe nằm ở phía tây Venezuela. Cô có những bước đi đầu tiên trong thế giới của các cuộc thi hoa hậu bắt đầu khi cô tham gia vào lễ hội thị trấn mang tên lễ hội Bạn tô điểm trong tiểu bang Falcon và "Hội chợ dưa", được tổ chức tại bán đảo Paraguana. Sau đó, khi mới 16 tuổi, cô chuyển đến Ý để theo đuổi sự nghiệp người mẫu của mình. Sau khi trở về Venezuela, cô cư ngụ tại thành phố Maracaibo với vị thế là một kẻ vô danh. Alyz có bằng về Truyền thông Xã hội từ Universidad Rafael Belloso Chacín. Ngoài tiếng mẹ đẻ, cô còn có thể nói tiếng Ý và tiếng Anh.